# Каскад ГЕС на Саві
Збудована 1914 року в басейні верхньої Саві невелика ГЕС Заврсніца стала першою гідроелектростанцією Словенії. Проте надалі будівництво енергетичних об'єктів тут призупинилось на кілька десятиліть, аж поки в 1952 не стала до ладу ГЕС Мосте. Місцем її розташування була так само верхня течія Сави, точніше один з двох її витоків — Сава Долинка. В ущелині Кавчке спорудили греблю висотою 60 метрів, від водосховища якої брав початок підвідний канал дериваційної ГЕС. Станція мала 3 гідроагрегати потужністю по 7,5 МВт, останній з яких завершили в 1954 році. Невдовзі після будівництва з'ясувалось, що недосконалі геологічні дослідження та технічні рішення призвели до серйозних недоліків у розташування та конструкціях машинного залу. Поширені в горах Словенії карстові процеси викликали просідання будівлі та зміщення осей гідроагрегатів, що особливо вплинуло на агрегат № 3. Декілька робіт з підсилення конструкцій будівлі не виправдали покладених на них сподівань. У 2000 році був розроблений радикальний проєкт спорудження на заміну ГЕС Мосте II, з новим підвідним тунелем та розташуванням машинного залу нижче по течії річки. Проте з екологічних міркувань його не реалізували. Замість цього у 2008—2011 рр. провели ремонт існуючої будівлі із демонтажем гідроагрегату № 3. Тепер потужність ГЕС стала дорівнювати 13 МВт із середньорічною виробіткою електроенергії на рівні 60 млн кВт·год.
Наступного року після ГЕС Мосте ввели в експлуатацію електростанцію Медводе, також на верхній ділянці Сави. Її бетонна гребля гравітаційного типу споруджена в місцевості з великою кількістю тріщин та пустот у доломітових породах. Тому виникла необхідність у додатковій водонепроникній завісі, яка досягає скельних ґрунтів на глибині від 27 до 45 метрів. Невдовзі після спорудження, у 1964 гоці, потужність ГЕС зросла на 11 % завдяки проведеній модернізації. Наразі електростанція забезпечує середній річний об'єм виробництва 72 млн кВт·год при потужності 25 МВт.
Вже у середині 20 століття планувалось створення каскаду ГЕС по всій течії Сави до хорватського кордону. Проте після спорудження на початку 50-х двох станцій подальший розвиток зупинився більш ніж на тридцять років. Щоправда, в 1977 до потужностей савського каскаду додались 8 МВт за рахунок встановлення на найстарішій словенській ГЕС Заврсніца нового гідроагрегату. Первісно проєкт був спрямований на створення гідроакумулюючої електростанції, першої в країні. Верхньою водоймою мало слугувати водосховище Заврсніца, нижньою — Сава, а перепад висот досягав 161 метра. Втім досить швидко виник спротив закачуванню доволі забрудненої води Сави до верхнього водосховища, так що об'єкт перетворили на звичайну ГЕС. При цьому незначні гідроресурси долини Заврсніца дозволяють виробляти лише 5 млн кВт·год електроенергії на рік.
У 1986 ввели в експлуатацію третю і останню гідроелектростанцію на верхній течії Сави — Мавчиче. Висота її бетонної водозливної греблі гравітаційного типу складає 40 м. В місці спорудження гірські породи також характеризуються високою проникністю. Скельні ґрунти тут починаються лише на глибині 120 м, до якої залягають багаті водоносні шари, що живляться з річки Сава. Як наслідок, виникла необхідність створення додаткової водонепроникної завіси, яка тягнеться на 200 метрів по обидва боки греблі. Потужність двох гідроагрегатів ГЕС складає 38 МВт, а середній річний виробіток електроенергії 62 млн кВт·год. Станція працює в режимі добового накопичення із виробленням електроенергії в часи пікової потреби.
ГЕС Врхово, яка з'явилась в 1994 році, стала першою станцією каскаду у нижній частині словенської ділянки Сави. Її бетонно-земляна гребля гравітаційного типу має висоту 27 метрів та, на відміну від станцій на верхній Саві, збудована на непроникних скельних породах. Гребля включає машинний зал, п'ять водоскидів та перегороджуючі пойму земляні дамби з тонким бетонним облицюванням.  Наразі ГЕС працює в режимі добового накопичення. Планується, що після завершення всього нижньосавського каскаду вона буде грати роль балансуючого резервуару. 3 гідроагрегати електростанції мають загальну потужність 34 МВт та середню річну виробітку електроенергії 116 млн кВт·год.
Роботи по спорудженню наступних гідроелектростанцій на нижній ділянці Сави продовжились вже у 21 столітті. З 2002 по 2005 велось спорудження ГЕС Бостанж, 3 гідроагрегати якої мають сукупну потужність 33 МВт та середньорічне виробництво 109 млн кВт·год електроенергії. У 2010 році ввійшла в дію ГЕС Арто-Бланка (3 гідроагрегати, 39 МВт, 140 млн кВт·год електроенергії), а 2013 стала до ладу ГЕС Крчко (така ж сама як і Арто-Бланко — 3 гідроагрегати, 39 МВт, 140 млн кВт·год електроенергії). У 2014 стартувало спорудження ГЕС Брежіче. Станом на початок 2016 року тут виконано 81 % будівельних робіт. Після завершення станція матиме 3 гідроагрегати загальною потужністю 45 МВт, що зможуть виробляти 161 млн кВт·год. Наступною і завершальною ГЕС на нижній ділянці Сави стане Мокріче, з плановими потужністю та виробництвом 28 МВт та 128 млн кВт·год відповідно. Всі ці електростанції будуть повністю автоматизованими та працюватимуть без присутності персоналу під управлінням з контрольного центру.
Останньою у виробництві електроенергії буде задіяна центральна ділянка Сави. Тут планується побудувати 10 гідроелектростанцій (Сухадол, Трбовлє, Ренке, Поновіче, Крешніче, Євніца, Залог, Сентякоб, Гамеліне, Тачен). Водночас проєкт стикається з сильним спротивом через екологічні міркування. Концесійні процедури розпочали ще у 2006 році, проте станом на 2015 концесійна угода так і не була підписана. Наразі найбільше просунувся проєкт щодо трьох гідроелектростанцій — Сухадол, Трбовлє та Ренке, за якими у 2013 році виданий урядовий декрет. Вартість цього першого етапу складатиме близько 0,5 млрд євро, орієнтовний строк введення в експлуатацію 2020 рік, а сукупне річне виробництво електроенергії планується на рівні 378 млн кВт·год. Що стосується спорудження всього каскаду на центральній ділянці Сава, то його завершення очікується не раніше 2030 року.